# Бельантр
Бельа́нтр (фр. Bellentre) — колишній муніципалітет у Франції, у регіоні Овернь-Рона-Альпи, департамент Савоя. Населення — 932 осіб (2011).
Муніципалітет був розташований на відстані близько 500 км на південний схід від Парижа, 150 км на схід від Ліона, 65 км на схід від Шамбері.

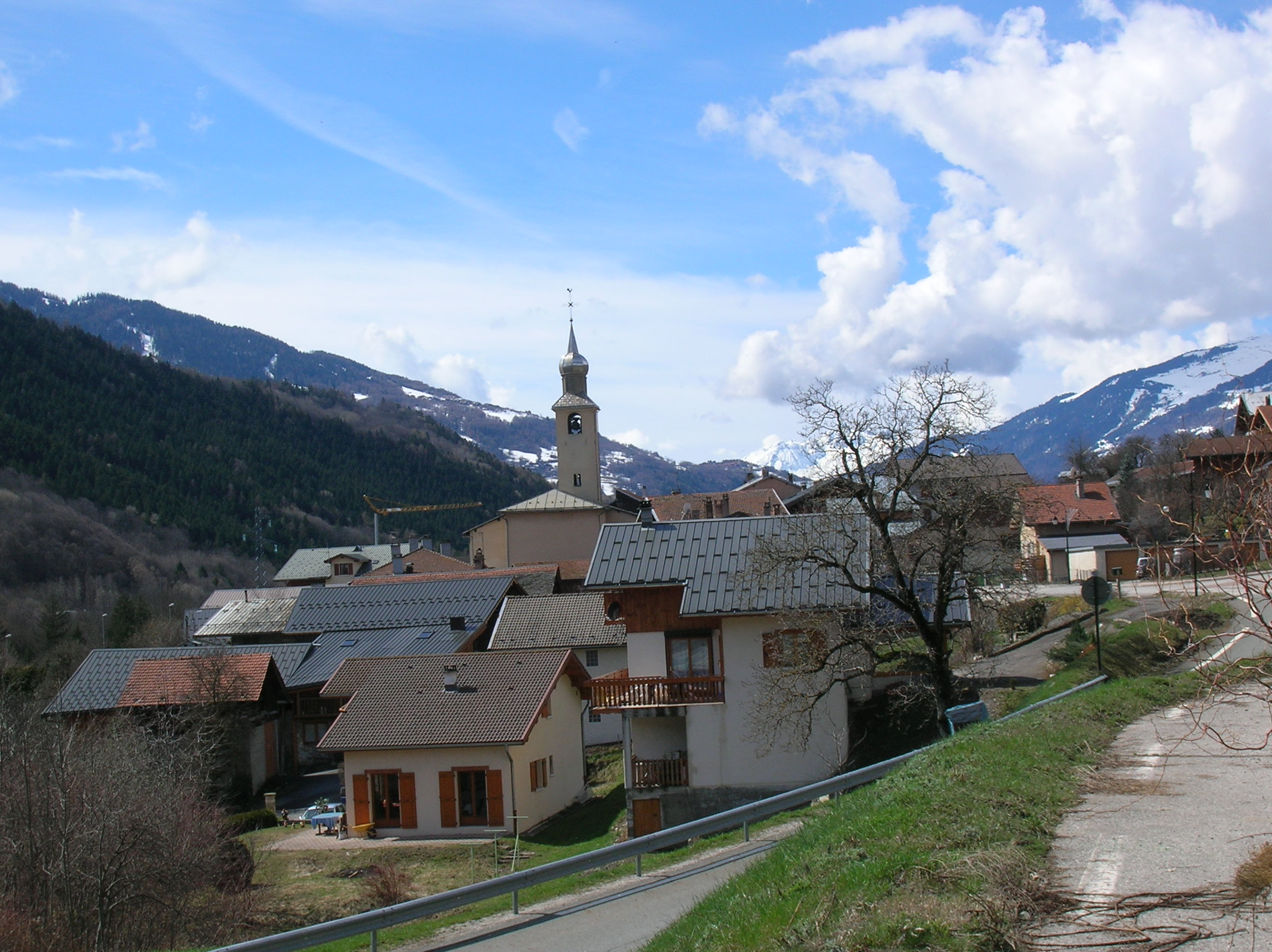

## Історія
До 2015 року муніципалітет перебував у складі регіону Рона-Альпи. Від 1 січня 2016 року належав до нового об'єднаного регіону Овернь-Рона-Альпи.
1 січня 2016 року Бельантр, Ла-Кот-д'Ем, Мако-ла-Плань i Валезан було об'єднано в новий муніципалітет Ла-Плань-Тарантез.

## Демографія
Динаміка населення (INSEE ):
Розподіл населення за віком та статтю (2006):
| Стать | Всього | До 15 років | 15-24 | 25-44 | 45-64 | 65-85 | Понад 85 |
| --- | ------ | ----------- | ----- | ----- | ----- | ----- | -------- |
| Чоловіки | 462    | 113         | 47    | 141   | 114   | 47    | 0        |
| Жінки | 463    | 106         | 43    | 141   | 106   | 67    | 0        |
| \| Статево-вікова піраміда \| Статево-вікова піраміда \| Статево-вікова піраміда \| \| ----------------------- \| ----------------------- \| ----------------------- \| \| Чоловіки \| Вік \| Жінки \| \| 0 \| 85 + \| 0 \| \| 4 \| 80-84 \| 16 \| \| 35 \| 75-79 \| 27 \| \| 8 \| 70-74 \| 12 \| \| 0 \| 65-69 \| 12 \| \| 12 \| 60-64 \| 8 \| \| 8 \| 55-59 \| 20 \| \| 51 \| 50-54 \| 43 \| \| 43 \| 45-49 \| 35 \| \| 43 \| 40-44 \| 20 \| \| 16 \| 35-39 \| 39 \| \| 51 \| 30-34 \| 35 \| \| 31 \| 25-29 \| 47 \| \| 20 \| 20-24 \| 16 \| \| 27 \| 15-20 \| 27 \| \| 43 \| 10-14 \| 20 \| \| 43 \| 5-9 \| 39 \| \| 27 \| 0-4 \| 47 \| |        |             |       |       |       |       |          |
| Статево-вікова піраміда |        |             |       |       |       |       |          |
| Чоловіки | Вік    | Жінки       |       |       |       |       |          |
| 0 | 85 +   | 0           |       |       |       |       |          |
| 4 | 80-84  | 16          |       |       |       |       |          |
| 35 | 75-79  | 27          |       |       |       |       |          |
| 8 | 70-74  | 12          |       |       |       |       |          |
| 0 | 65-69  | 12          |       |       |       |       |          |
| 12 | 60-64  | 8           |       |       |       |       |          |
| 8 | 55-59  | 20          |       |       |       |       |          |
| 51 | 50-54  | 43          |       |       |       |       |          |
| 43 | 45-49  | 35          |       |       |       |       |          |
| 43 | 40-44  | 20          |       |       |       |       |          |
| 16 | 35-39  | 39          |       |       |       |       |          |
| 51 | 30-34  | 35          |       |       |       |       |          |
| 31 | 25-29  | 47          |       |       |       |       |          |
| 20 | 20-24  | 16          |       |       |       |       |          |
| 27 | 15-20  | 27          |       |       |       |       |          |
| 43 | 10-14  | 20          |       |       |       |       |          |
| 43 | 5-9    | 39          |       |       |       |       |          |
| 27 | 0-4    | 47          |       |       |       |       |          |

## Економіка
2010 року серед 628 осіб працездатного віку (15—64 років) 499 були активними, 129 — неактивними (показник активності 79,5%, у 1999 році було 78,8%). З 499 активних мешканців працювали 484 особи (270 чоловіків та 214 жінок), безробітними було 15 (8 чоловіків та 7 жінок). Серед 129 неактивних 43 особи були учнями чи студентами, 53 — пенсіонерами, 33 були неактивними з інших причин.

У 2010 році в муніципалітеті числилось 388 оподаткованих домогосподарств, у яких проживали 924,0 особи, медіана доходів виносила 19 385 євро на одного особоспоживача